# Sztratoszféra

A légkör szerkezete

A sztratoszféra a Föld légkörének azon rétege, amelyben a magasabb hőmérsékletű légrétegek feljebb, az alacsonyabb hőmérsékletűek pedig lejjebb helyezkednek el. Ezzel ellentétben a troposzférában, amely a Föld felszínéhez közelebb található, a hőmérséklet csökken a magassággal. A közepes szélességi körökön a sztratoszféra alsó határa 10, felső határa pedig 50 kilométeres magasságban van, a sarkköröknél azonban 8 kilométeres magasságban kezdődik. A sztratoszféra közvetlenül a troposzféra felett, és a mezoszféra alatt helyezkedik el.
A sztratoszféra hőmérsékleti rétegei azért alakultak ki, mert felülről a Nap ultraibolya sugarai felmelegítik, a legfelső részén a hőmérséklet elérheti a 270 K-t is, ami megközelíti a földfelszín hőmérsékletét. A legfelső részt sztratopauzának nevezik. Ebben a rétegben a magasság növekedésével a hőmérséklet ismét csökken. A hőmérsékleti rétegződés hatására a sztratoszféra dinamikusan stabil: nincs szokványos hőáramlás és az ehhez kapcsolódó turbulencia sem tapasztalható a légkör ezen részén. A hőmérséklet növekedést a magasabb rétegekben található ózonréteg okozza, amely elnyeli a nap ultraibolya sugarait és eközben megnöveli a rétegek hőmérsékletét. A sztratoszféra ott található, ahol a felülről érkező hő és az alulról (a troposzféra felől) érkező meleg légáramlatok egyensúlyt hoznak létre; így a sarkköröknél, ahol a legalacsonyabb a talaj hőmérséklete, a sztratoszféra alacsonyabban helyezkedik el.
Az utasszállító repülőgépek általában 10 kilométer magasan, a sztratoszféra alsó határa közelében közlekednek a mérsékelt égövön, így elkerülhetik a troposzférából érkező légáramlatok által kiváltott légköri turbulenciát. A repülés utazási szakaszában gyakran az alulról, a troposzférából érkező erős léglökések okoznak turbulenciát.
Ezek a felfelé szálló, környező levegőnél melegebb légáramlatok (termikek) - amelyek a vitorlázógépeket is feljebb emelik a troposzférában -, a föld felett keletkeznek és a sztratoszféra alsó részén szűnnek meg, többnyire behatárolva ezzel a vitorlázógépek által elérhető magasságot (azonban a hegyoldalak mentén emelkedő légáramlatok segítségével ezek a gépek is elérhetik a sztratoszférát). Ezeket a légáramlatokat orografikus áramlatnak nevezzük.
A sztratoszféra területén intenzív sugárzási, dinamikai és vegyi folyamatok zajlanak, amelyek vízszintesen gyorsabban keverik össze a gáznemű anyagokat, mint ahogyan arra függőlegesen lehetőség volna. A sztratoszféra érdekessége a trópusi szélességi körökön tapasztalható kvázi kétéves oszcilláció, amelyet gravitáló hullámok hoznak létre és amely a troposzférában keletkezik. A KKO egy másodlagos körforgást hoz létre, amely fontos szerepet játszik az ózon és a vízpára sztratoszférán belüli mozgatásában.
Az északi félgömbön a téli időszakban gyakran megfigyelhetőek hirtelen sztratoszférikus felmelegedések, amelyeket a Rossby-hullámok sztratoszférában történő elnyelődése okoz.

## Ózoncsökkenés
Az ózon csökkenésének fő oka a klór-fluor-karbonok (CFC-k – CF2Cl2, CFCl3) jelenléte a Föld sztratoszférájában. Mivel a CFC-k stabilak, olcsók, nem mérgezők, nem gyúlékonyak és nem oxidálódnak, felhasználták őket hajtóanyagként, hűtőközegként, oldószerként és más célokra. A stabilitásuk miatt a CFC-k megmaradnak a környezetben és molekuláik a sztratoszférába jutnak, ahol több láncreakció eredményeként elpusztítják az ózonréteget. Az ózonkárosító hatásra 1974-ben derült fény. Az USA kormánya 1980-ban betiltotta a CFC-k hajtógázként való használatát. 1987 szeptemberétől, a CFC-k nemzetközi szinten történő betiltásától 1996-ig világszerte csökkentették ezen anyagok gyártását és kibocsátását. A tilalmi intézkedéseket jelentősen akadályozta a kínai és az orosz feketepiac, amely 300 millió dollár értékben termelt CFC-ket. A sztratoszférába jutó CFC mennyiség növekedett a 21. század kezdetéig, de az évszázad közepéig feltehetően elfogadható szintre fog csökkenni.